# 第211步兵師 (德國國防軍)
德國國防軍陸軍第211步兵師（德語：211. Infanterie-Division）是納粹德國國防軍陸軍的一個步兵師。該師於1939年8月組建。
1942年1月，該師調至東線，此後一直在當地作戰。
1944年，該師在巴格拉基昂行動期間受重創，並在同年11月改編為第211國民擲彈兵師（德語：211. Volksgrenadier-Division），改編後繼續在東線作戰。
該師最後於1945年3月在捷克斯洛伐克向盟軍投降。

## 註腳
1. ↑  Mitcham（2007年）